# Felt Bicycles

Felt F-Wing Logo

Felt Racing ist ein US-amerikanischer Fahrradhersteller mit Sitz in Irvine, Kalifornien und Saint-Jean-de-Moirans, Frankreich.

## Geschichte
Felt wurde 1994 von dem Namensgeber der Firma Jim Felt gegründet. Felt war als Motocross-Mechaniker tätig. Er entwarf und baute ein Triathlon-Rad für den Motocrossfahrer Johnny O’Mara, der zu Trainingszwecken Triathlon betrieb.
Da Jim Felt selbst Triathlon-Wettbewerbe bestritt, hatte er genaue Vorstellungen, wie er die bis dahin üblichen Designs verbessern konnte. Er versuchte die Position des Fahrers aerodynamisch zu optimieren. Johnny O’Mara begann mit dem von Felt gebauten Rad Siege einzufahren und so erhielt Jim Felt Aufträge von weiteren Triathleten dieser Zeit.

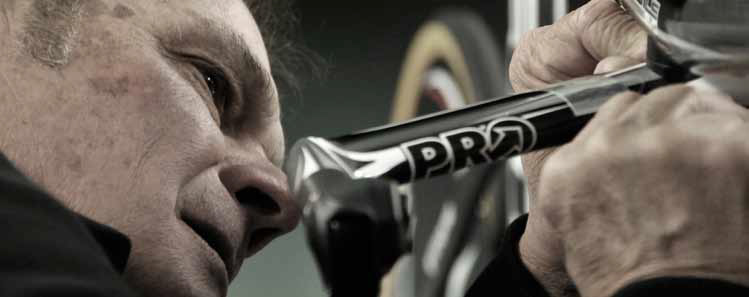
Jim Felt

Zehn Jahre nachdem er sein erstes Triathlon-Rad gebaut hatte, wollte Jim Felt expandieren und seine Räder in größerer Stückzahl fertigen. Bill Duehring, ein Veteran in der Fahrradindustrie, stieg in die Firma ein. Er brachte Erfahrung in der Produktentwicklung und Vermarktung mit und hatte weltweit Beziehungen zu Händlern. Michael Müllmann stieg als Inhaber einer Vertriebsgesellschaft in Europa ebenso bei Felt ein. Felt baut außer Triathlon-Rädern auch Mountainbikes und Rennräder.
Im Frühjahr 2017 wurde Felt Bicycles von der französischen Unternehmensgruppe Rossignol übernommen. Im September 2018 verließ Bill Duehring, Mitgründer und Direktor von Felt, das Unternehmen.
Im November 2021 wurde Felt Bicycles von Pierer Mobility übernommen, das Unternehmen wird in die Pierer E-Bikes GmbH integriert.
Pierer Mobility verkaufte im Dezember 2023 die Felt Bicycles an ein Konsortium um Florian Burguet (ehemalige Chief Sales Officer für New Mobility bei KTM).

## Entwicklung
Felt erfand innovative Herstellungsprozesse wie „InsideOut Internally Optimized Molding“ und die „Dynamic Monocoque“-Konstruktion. Damit werden Mulden in Carbonrahmen eingebracht, die beispielsweise zur Zugführung genutzt werden. Felt entwarf Produkte wie das FAST-Dämpfungssystem und das „Bayonet 3“-Lenksystem. Das Bayonet 3 ersetzt herkömmliche Steuersätze.

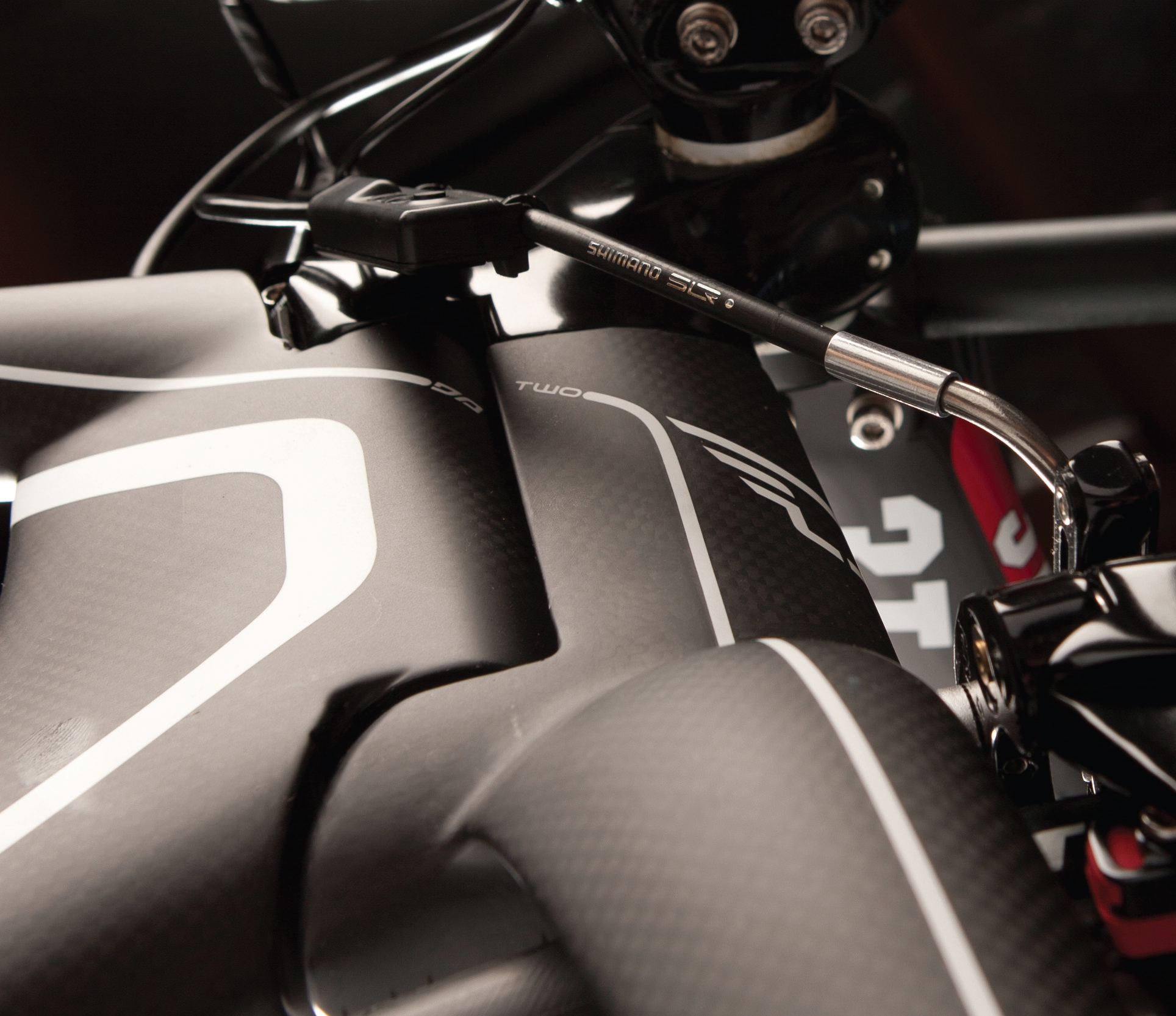
Bayonet3
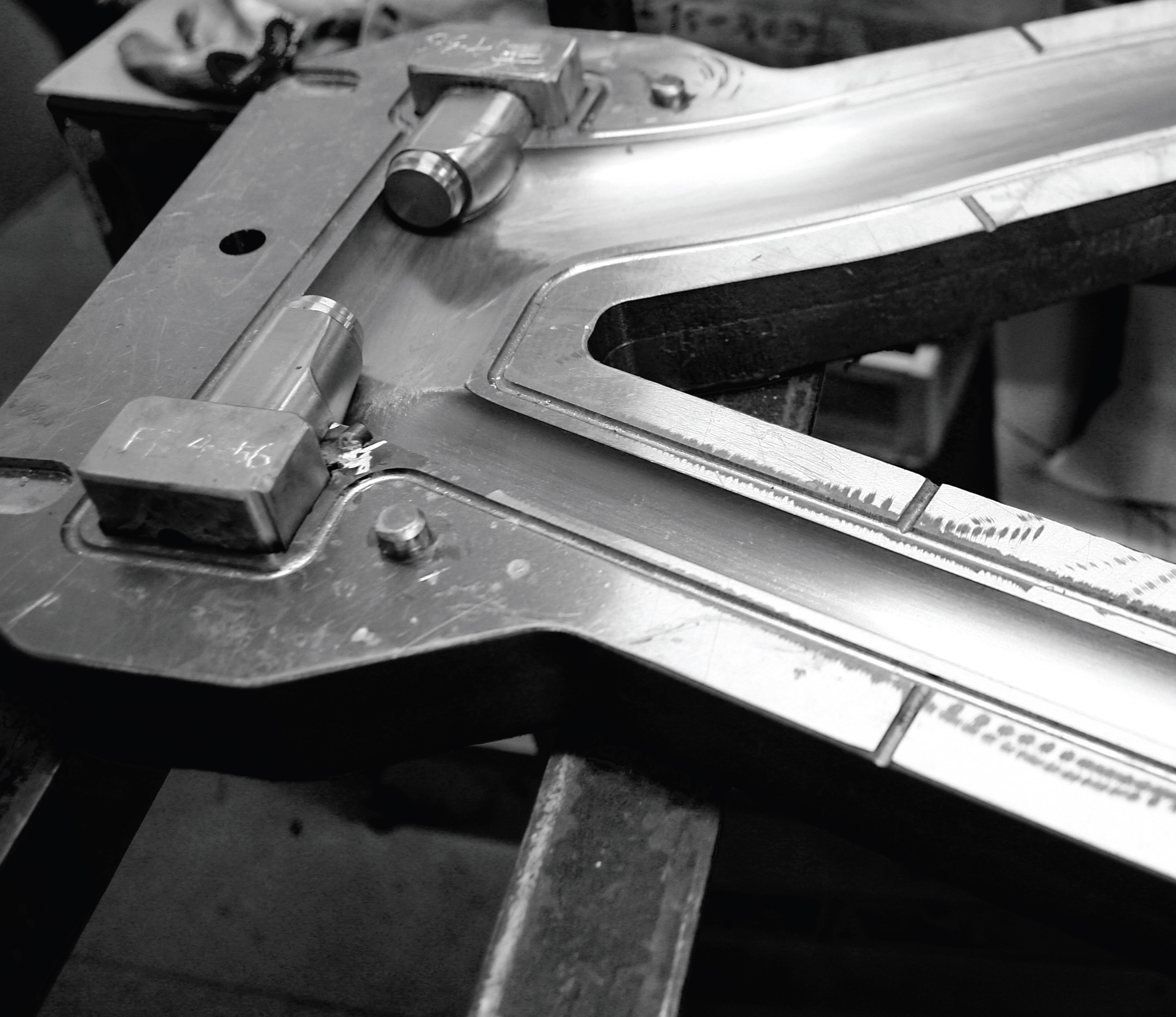
Mold
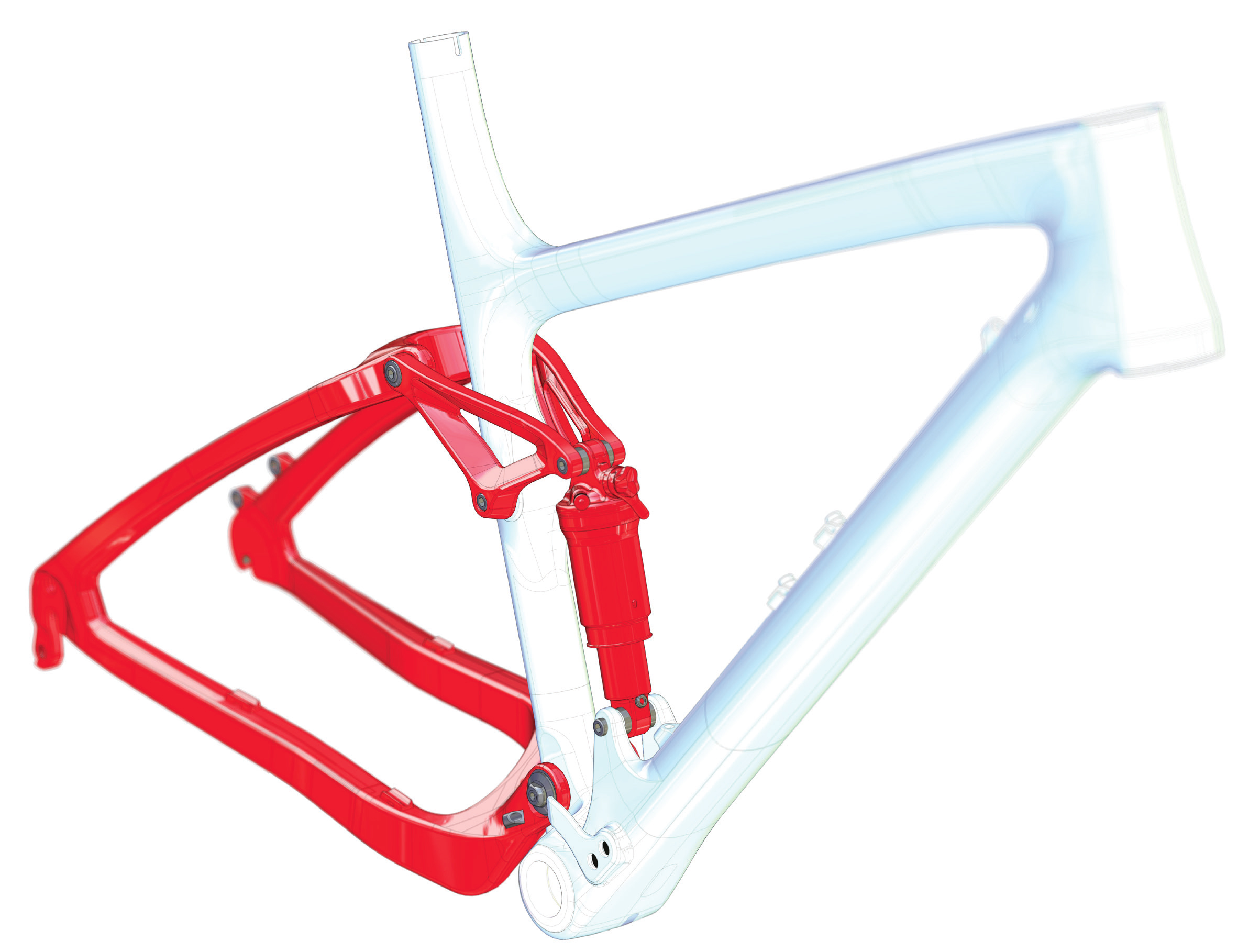
FAST
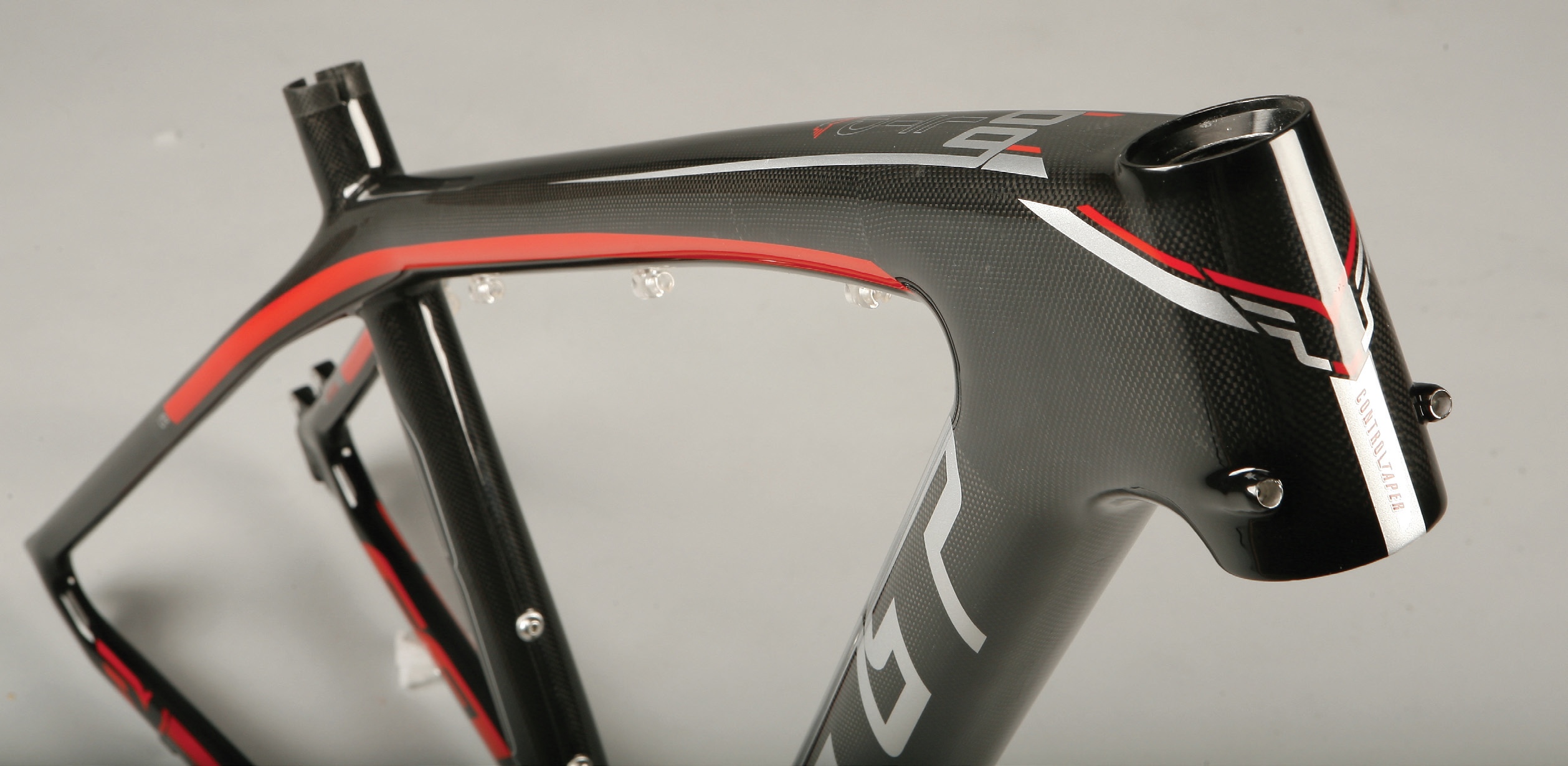
EDICT NINE Frame
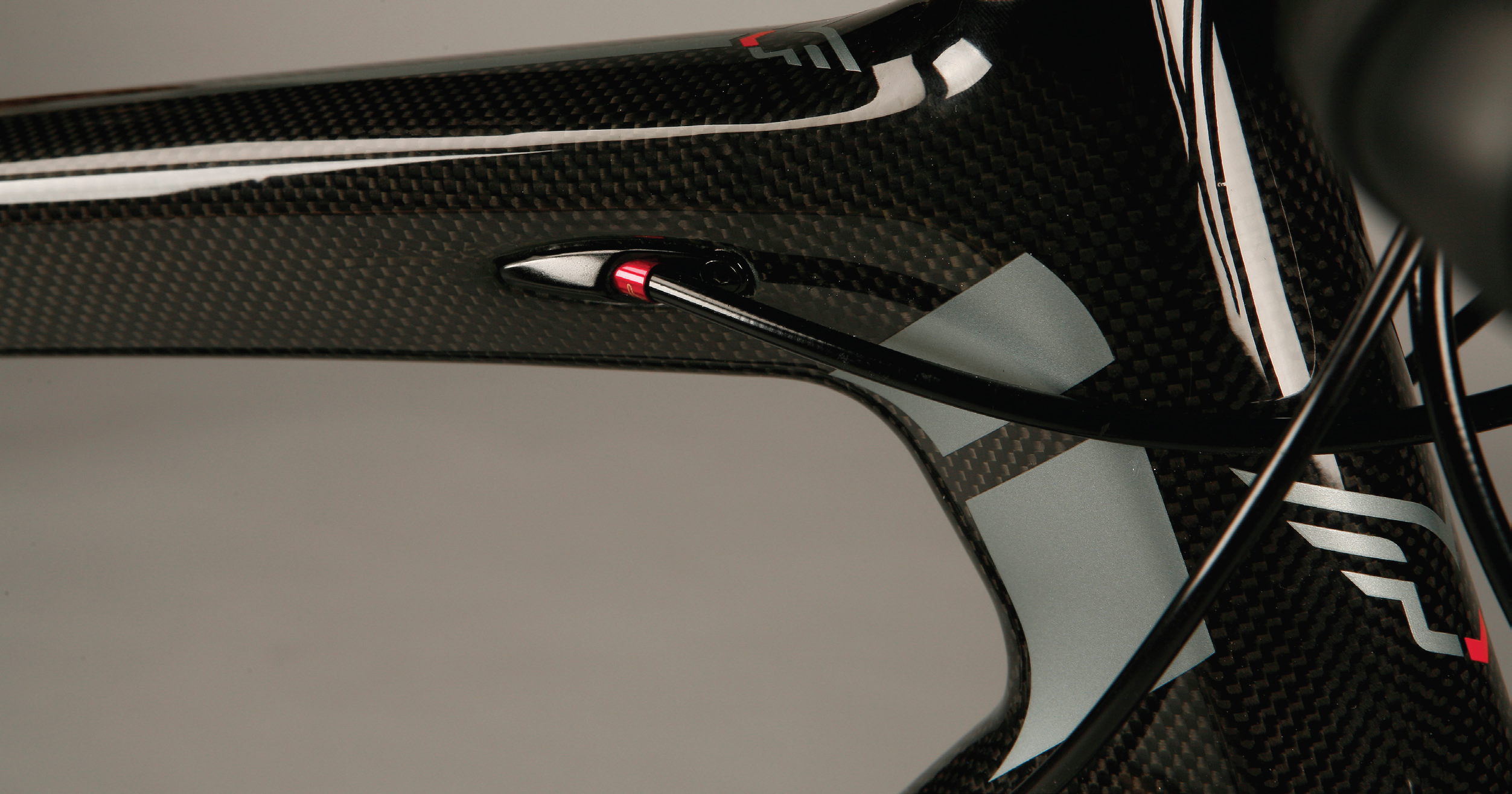
UHC Carbon Frame

## Produkte
Das Flaggschiff unter den Felt-Rennrädern ist das F1, mit dem das Professional Continental Team Argos-Shimano auch bei der Tour de France teilnahm. Das den Materialregeln der UCI entsprechende Zeitfahrrad DA wird in internationalen Radsport-Zeitfahren und die Triathlon-Szene eingesetzt. Das Edict Full-suspension Bike wird bei Rennen des UCI-Mountainbike-Weltcups verwendet. Die Bahnräder von Felt, erstmals in Peking 2008 im Einsatz, wurden für 2012 überarbeitet und bei den Olympischen Spielen in London wieder eingesetzt. Felt führte die Cyclocross-Serie FX ein, Rahmen auf Carbonplattform, die wesentlich leichter als ihre Vorgänger sind.

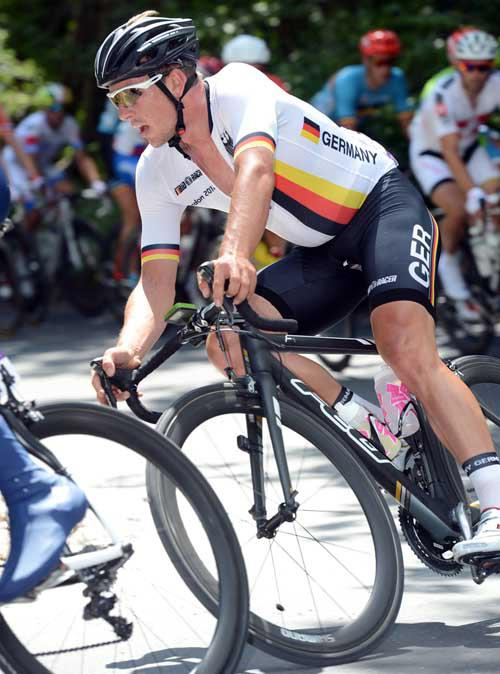
John Degenkolb – Olympia 2012
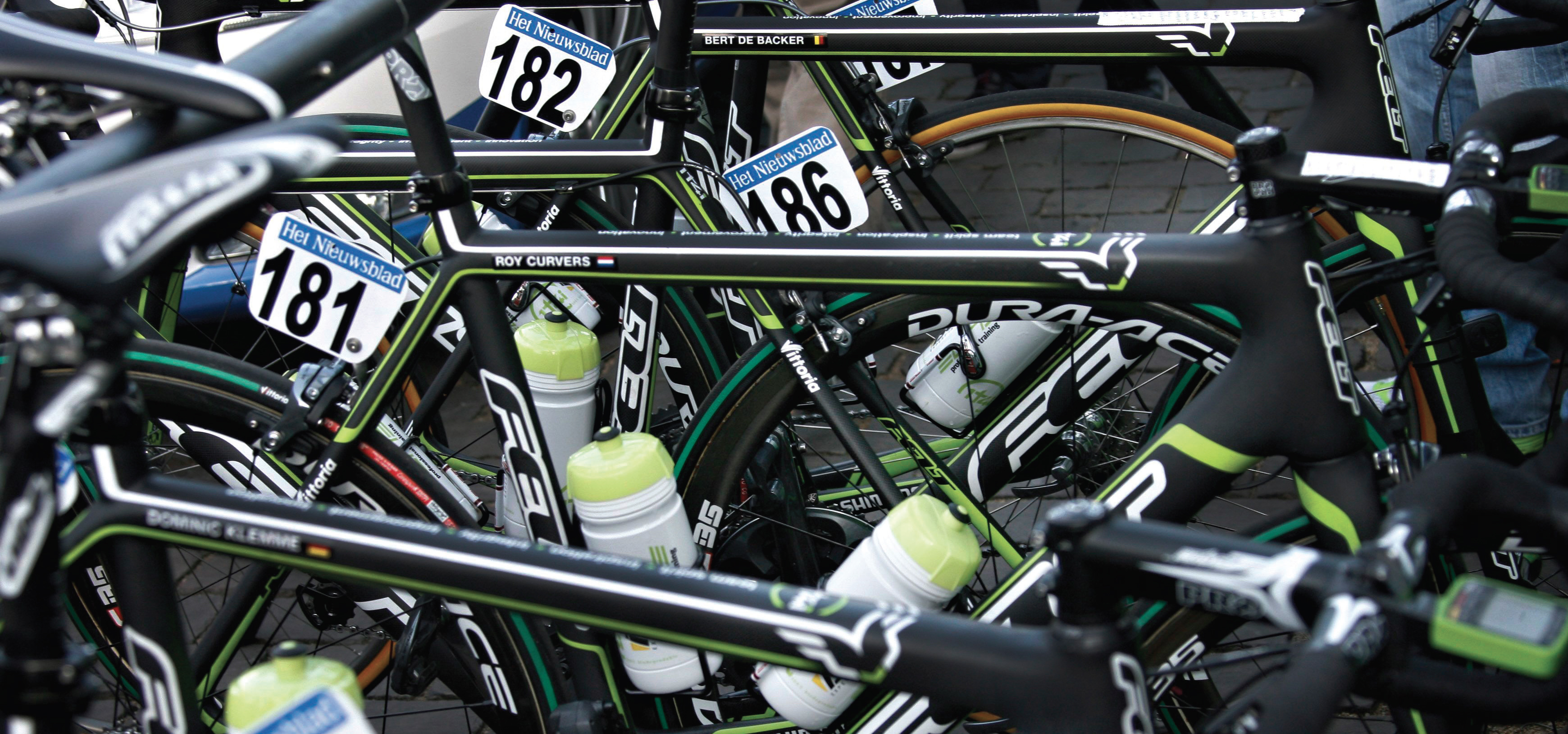
Felt F1 Team Bike

## Sponsoring

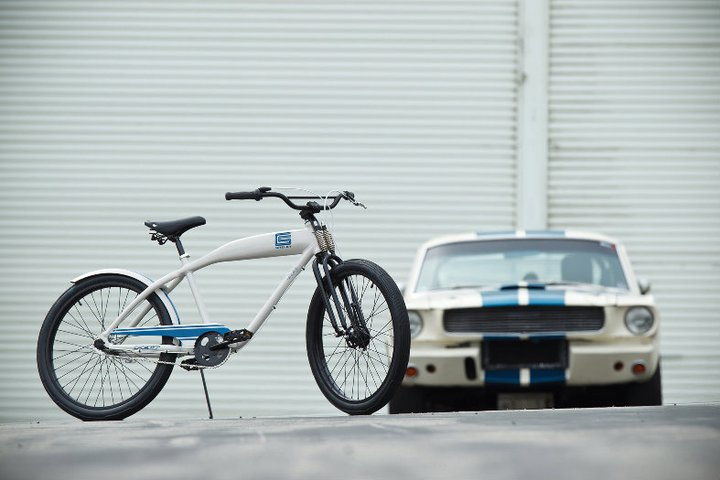
FELT Cruiser Shelby

Felt unterstützte im Radrennsport die Teams Argos-Shimano, Team Exergy, Felt Ötztal X-Bionic Team, Exergy/TWENTY12 und weitere Athleten.
Das Team Exergy konnte im ersten Jahr als UCI Continental Team Siege einfahren.
Das Felt Ötztal X-Bionic Team erhielt 2011 den Status als UCI MTB Elite Team und errang Siege im Mountainbike-Weltcup.
Von der Olympia-Zeitfahrsiegerin Kristin Armstrong wird die Frauenmannschaft Exergy/TWENTY12 angeführt. Das langjährige Sponsoring dieses Teams, das mittlerweile unter dem Namen Virginia’s Blue Ridge–TWENTY24 fährt, besteht auch 2024.
Sarah Hammer gewann den Weltmeistertitel in der Einerverfolgung und errang bei den Olympischen Sommerspielen mit der US-Nationalmannschaft die Silbermedaille in der Mannschaftsverfolgung. Die Triathlon-Weltmeister Mirinda Carfrae und Terenzo Bozzone sowie die Ironman-Sieger Silvia Felt und Andreas Böcherer sind in der Triathlon-Szene erfolgreich.
2007 war Felt Co-Sponsor des deutschen Professional Continental Teams Wiesenhof-Felt und ist 2024 Hauptsponsor des österreichischen Continental Teams Felt Felbermayr.